# Sumaryczna produkcja
Sumaryczna produkcja drzewostanu – ilość drewna wyprodukowanego przez drzewostan w określonym czasie. Sumaryczną produkcję najczęściej wyraża się w m³ w przeliczeniu na powierzchnię 1 ha. Na sumaryczną produkcję drzewostanu w danym wieku składa się aktualna zasobność oraz suma miąższości drewna, które zostało z niego pozyskane (tzw. użytki przedrębne). Sumaryczną produkcję poszczególnych gatunków dla siedlisk różnych klas bonitacji można odczytać z tablic zasobności i przyrostu drzewostanów.

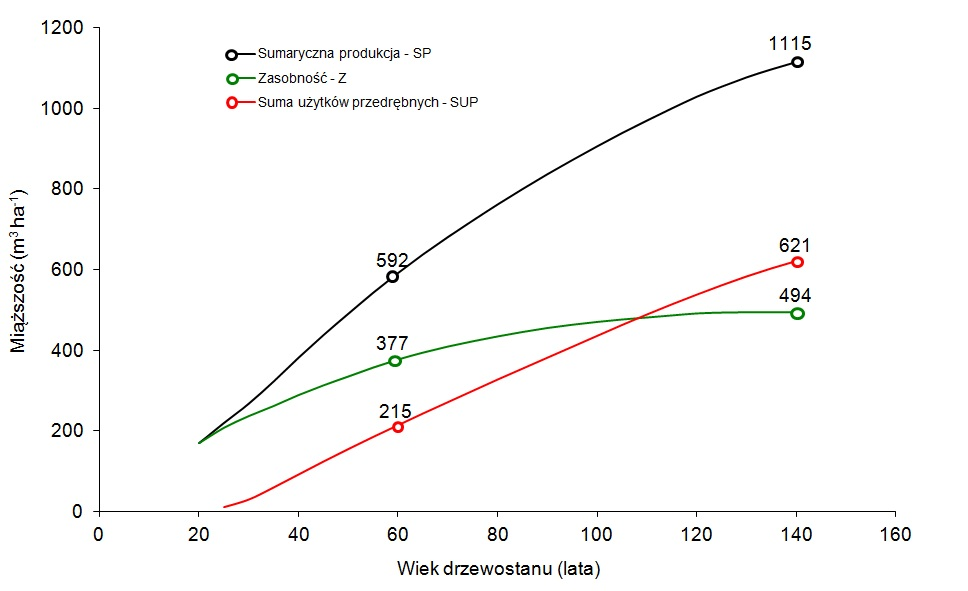
Zmiana z wiekiem sumarycznej produkcji drzewostanu sosnowego na siedlisku I klasy bonitacji według tablic zasobności Schwappacha [1943], źródło: Socha 2011.